# Mastacembelus marchei
Mastacembelus marchei és una espècie de peix pertanyent a la família dels mastacembèlids.

## Descripció
- Fa 27 cm de llargària màxima.
- 23-24 espines i 72-74 radis tous a l'aleta dorsal.
- 2-3 espines i 69-72 radis tous a l'aleta anal.[5][6]

## Hàbitat
És un peix d'aigua dolça, bentopelàgic i de clima tropical.

## Distribució geogràfica
Es troba a Àfrica: conques dels rius Congo i Ogooué.

## Observacions
És inofensiu per als humans.